# Rudy Dhaenens

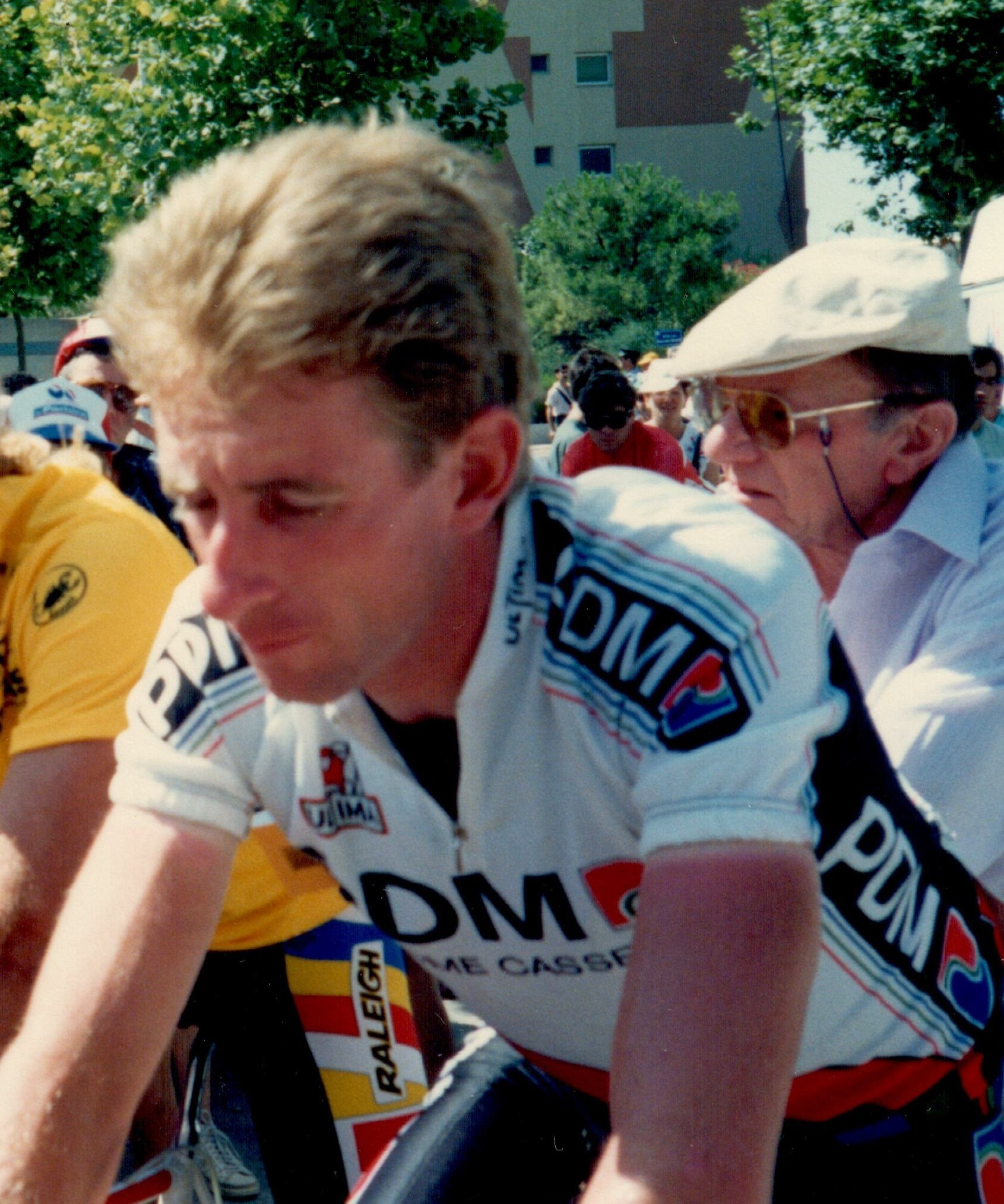
Rudy Dhaenens (1989)

Rudy Dhaenens (* 10. April 1961 in Deinze; † 6. April 1998 in Aalst) war ein belgischer Radrennfahrer.
Rudy Dhaenens feierte einen überraschenden Erfolg, als er 1990 die Straßenweltmeisterschaft in Japan für sich entscheiden konnte. Im selben Jahr wurde er auch Zweiter des Rad-Weltcups und als Belgiens Sportler des Jahres geehrt. Auf der Bahn gewann er 1991 das Sechstagerennen von Antwerpen.
Nach einigen kleineren Erfolgen war Dhaenens’ Karriere wegen Herzproblemen schon 1992 beendet. 1998 verunglückte er tödlich mit seinem Auto auf dem Weg zum Ziel der Flandern-Rundfahrt in Ninove-Meerbek, wo er als Co-Kommentator für den Fernsehsender Eurosport das Rennen begleiten sollte. Ihm zu Ehren wurde der GP Rudy Dhaenens benannt.